# 소원실현
소원실현 ( Wish Fulfillment )은 비자발적인 사고 과정을 통해 생기는 욕망의 만족을 말한다. 소원실현은 꿈이나 백일몽에서 일어날 수 있고, 신경증이나 정신병의 환각상태에서 일어날 수 있다. 이 만족감은 종종 간접적이고 깨닫기 위해서는 해석도 필요하다.
지그문트 프로이트는 1900년 대 초기에 < 꿈의 해석 >이란 제목의 책에서 이 용어를 만들었다.
그에 의하면 소원실현은 무의식적인 욕망이 자아나 초자아에 의해 억압받을 때 일어난다. 이런 억압은 사회에 의해 유발된 죄책이나 금기에서부터 생긴다. 꿈은 무의식이 어떤 억압된 충동을 해결함으로 꾸게 된다.
인지 심리학에서는 프로이드의 꿈의 해석에 대한 아이디어가 사실과 어긋나거나 증거에 기초한 심리학자들에 의한 실험 불가능하다며 거부한다.